# Pas-de-Jeu
Pas-de-Jeu település Franciaországban, Deux-Sèvres megyében. Lakosainak száma 343 fő (2022. január 1.). Pas-de-Jeu Saint-Léger-de-Montbrun, Curçay-sur-Dive, Ranton, Saint-Laon és Plaine-et-Vallées községekkel határos.

## Népesség
A település népességének változása:
| Lakosok száma | 419  | 386  | 377  | 369  | 367  | 367  | 359  | 351  | 343  |
|               | 2013 | 2015 | 2016 | 2017 | 2018 | 2019 | 2020 | 2021 | 2022 |